# Pejo Jaworow

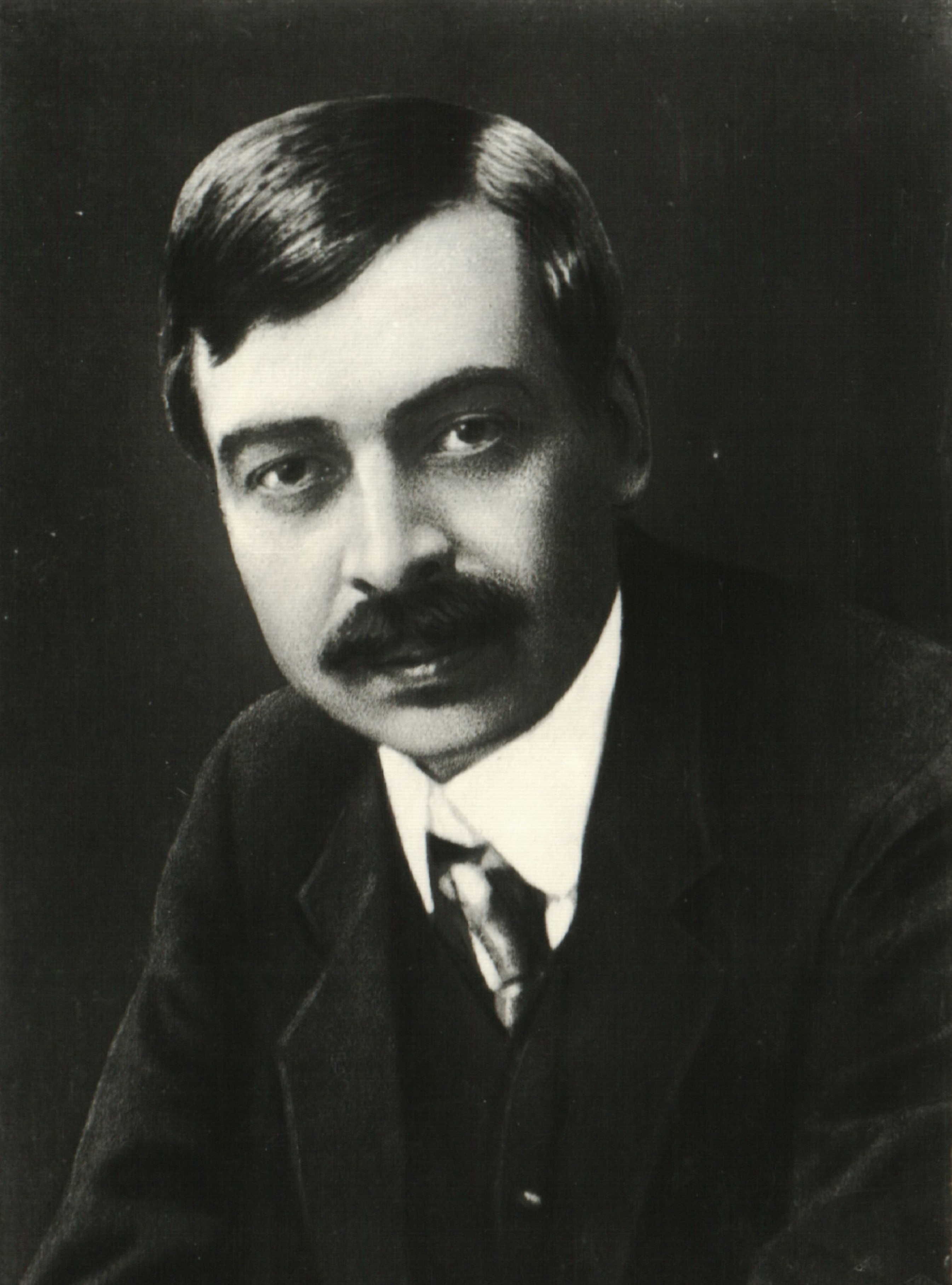
Pejo Jaworow

Pejo Jaworow (bulgarisch Пейо Яворов; * 1. Januar 1878 in Tschirpan; † 29. Oktober 1914 in Sofia) war ein bulgarischer Dichter und Revolutionskämpfer. Sein wahrer Name lautet Pejo Totew Kratscholow (bulgarisch Пейо Тотев Крачолов). Er gilt als einer der Begründer des bulgarischen Symbolismus.

## Leben
Seine schulische Ausbildung brach Jaworow mit dem Abschluss der neunten Klasse an das Männergymnasium von Plowdiw nach dem Willen seines Vaters ab. Von 1893 bis 1901 arbeitete er als Telegraphen-Postangestellter in verschiedenen Städten Bulgariens, u. a. in seiner Heimatstadt Tschirpan, sowie in Stara Zagora, Straldsch, Sliwen, Pomorie und Sofia. In diesem Zeitraum war er aktiver Sympathisant der marxistisch-sozialistisch orientierten „Bulgarischen Arbeiter und Sozialdemokratischer Partei“, nach 1897 trat er in engen Kontakt mit der BMARK (Bulgarische Makedonisch-Adrianopeler Revolutionäre Komitees/Български Македоно-Одрински революционни комитети).
Zuerst war er Redakteur unterschiedlicher Zeitungen und Zeitschriften, die mit der BMARK in Verbindung gebracht wurden, u. a. „Delo“ (bulg. Дело), „Swoboda ili Smart“ (bulg. Свобода или смърт – Freiheit oder Tod), „Awtonomija“ (bulg. Автономия – Autonomie), „Ilinden“ (bulg. Илинден – Elias-Tag). Sein erstes publiziertes Werk ist „Napred“ (bulg. Напред – Vorwärts) in der Zeitung „Glas makedonski“ (bulg. Глас македонски – Makedonische Stimme). 1903 nimmt er Teil am Ilinden-Aufstand und überquert mehrmals illegal die bulgarisch-türkische Grenze zu Makedonien, um an Kampfhandlungen teilzunehmen. In den Freiheitskämpfen in Mazedonien wird er zu einem engen Kampfgefährten von Goze Deltschew. Pejo Jaworow wurde dabei sein erster Biograph, indem er sein Werk Goze Deltschew 1904 niederschrieb. Eine große Tragödie für den Dichter war der Tod seines Weggefährten Deltschew (1903). Nach seinem Tod und wegen Unstimmigkeiten mit Jane Sandanski beendete Jaworow seine revolutionäre Tätigkeit.
Während seinen revolutionären Tätigkeiten in Sofia wurde Jaworow, mit der Unterstützung von Pentscho Slawejkow und Dr. Krastjo Krastew, Mitarbeiter und Redakteur der literarischen Zeitschrift Misal (bulg. Мисъл – Gedanke) und Mitglied deren literarischen Kreises. Kaliopa war das Werk, das bei Slawejkow und Krastew Aufmerksamkeit an Jaworow erregte. 1901 publizierte Jaworow seine erste Gedichtsammlung Stihotworenija (bulg. Стихотворения – Gedichte). Die zweite Ausgabe von 1904 beinhaltet ein Vorwort von Pentscho Slawejkow. 1905 wurde Jaworow enger Freund mit der Schriftstellerin und Dichterin Dora Gabe. In dieser Zeit arbeitete er als Bibliothekar und als Dramaturg im Nationaltheater „Iwan Wasow“. Durch seine Arbeit reiste Jaworow oft ins Ausland und besuchte mehrmals Nancy, Genf, Wien und Paris. Der Kontakt mit anderen Kulturen, Literaturen und Poesie – vor allem der französischen – prägten seine folgenden Werke. Inspiriert durch die Arbeit am Nationaltheater entstanden die beiden Theaterstücke W polite na Witoscha (bulg. В полите на Витоша – Am Fuße des Witoscha) (1910) und Kogato gram udari, kak ehoto zaglahwa (bulg. Когато гръм удари, как ехото заглъхва – Wenn es donnert das Echo wird stumm) (1912).
1906 verliebt er sich in Mina Todorowa, die Schwester des bulgarischen Schriftstellers Petko Todorow. 1907 veröffentlicht er seine zweite Gedichtsammlung Bezsanici (bulg. Безсъници – Schlaflosigkeiten), welche seinen Ruhm in der modernen bulgarischen Lyrik etablierte. 1910 begleitete er seine Geliebte zu ihrer letzten Reise nach Paris, wo sie an Tuberkulose starb. Sie ist in Paris begraben, Jaworow besuchte oft in den folgenden Jahren ihr Grab.
1910 wurde das Werk Podir Senkite na oblacite (bulg. Подир сенките на облаците – Den Schatten der Wolken nach) veröffentlicht. Seine zweite Ausgabe sehen viele Kritiker als Rückblick auf seinen poetischen Weg, der oft mit dem von Christo Botew verglichen wird.

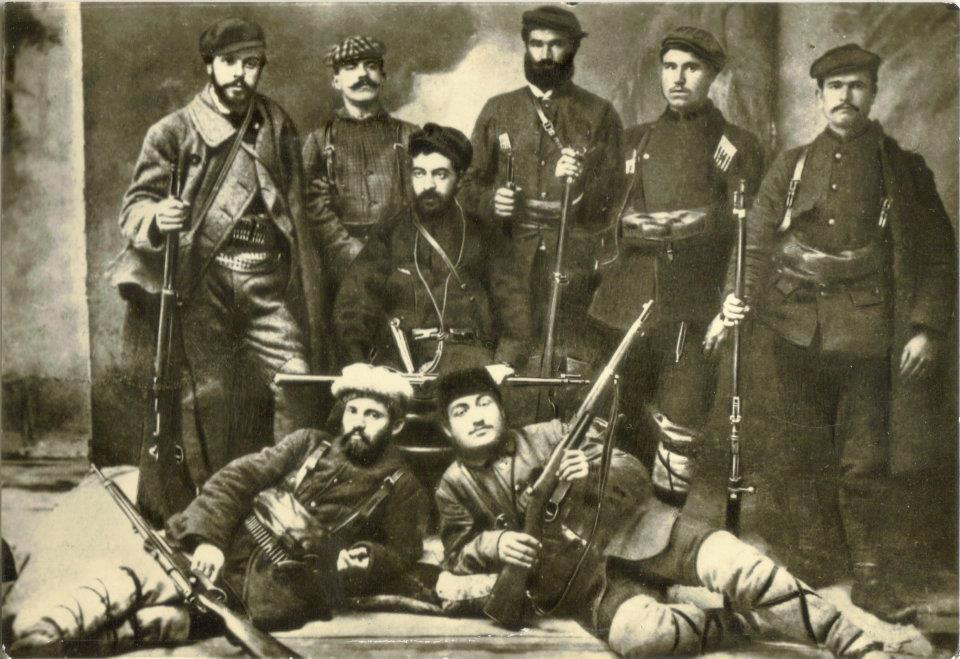
Jaworow sitzend in der Mitte mit seiner Tscheta

Der gefühlvolle Jaworow konnte sich nur schwer an das mit Eitelkeit und Reichtum erfüllte Leben in der Hauptstadt anpassen, was auch in seinen Werken Ausdruck fand. Erneut brachte eine Frau Licht in sein Leben – Lora Karawelowa, die Tochter des bulgarischen Politikers Petko Karawelow. Beide heirateten 1912 in Kjustendil, bevor er in die Balkankriege zog. Als Mitglied des IMARO trat Jaworow als Freiwilliger der Makedonisch-Adrianopeler Landwehr bei und nahm als Tschetaführer an Kämpfen gegen Türken, Griechen und Serben teil. Aus der Korrespondenz zwischen ihm und Karawelowa, die eine besondere Lektüre darstellt, schließt man, dass ihre Liebe flammend und stürmisch war, mit viel Leidenschaft und Zweifel und vor allem fatal.
Das tragische Ende der Liebe wurde am 29. November 1913 gesetzt, als Karawelowa nach einer Eifersuchtsszene Selbstmord beging und sich erschoss. Jaworow versuchte auch, Selbstmord zu begehen, wobei er die Worte: „Meine Lora hat sich selbst erschossen. Ich folge ihr“ niederschrieb. Der Schuss verletzte Jaworow jedoch nur, er erblindete durch die Verletzung. Fast ein Jahr danach, betrübt über das Gerichtsverfahren und die Gerüchte, dass er schuldig am Tod Karawelowas und damit ein Mörder sei, nahm er sich das Leben: Am 29. Oktober 1914 nahm Jaworow eine große Dosis Gift zu sich und erschoss sich.
1929 schuf der bulgarische Bildhauer Iwan Lasarow ein Grabmal für Jaworow. Auf der Livingston-Insel in der Antarktis ist der Yavorov Peak nach ihm benannt.

## Werke
- Makedonija
- Goce Deltschew 1904
- Podir senkite na oblacite
- W polite na Witoscha
- Hajduschki pesni

Gedenktafel in Burgas

- Dwe Hubawi Otschi – Zwei schöne Augen[2]